# Els Enfarinats
Els Enfarinats (Valenciaans/Catalaans voor 'de bestovenen'), ook wel bekend als Justícia Nueva (Nieuwe Gerechtigheid), is een feest in de Spaanse gemeente Ibi bij Alicante, in de provincie Valencia, dat jaarlijks gehouden wordt op 28 december, de dag van Onschuldige Kinderen. Deze viering maakt deel uit van de winterfestiviteiten van dit stadje, en is sinds 2009 verklaard tot 'regionaal toeristisch belang' (interés turístic regional).  Deze uit de 18e eeuw daterende traditie dient om de lokale bevolking de kans te geven een dag lang haar frustraties over de politiek te ventileren en deze op de hak te nemen.
Het is een populair festival met als hoofdact een satirische en symbolisch veldslag tussen de Enfarinats en de oppositie die met eieren, meel, en vuurwerk om de politieke macht in de stad strijden. De Enfarinats trekken door de straten om 'boetes' uit te delen aan winkels en bewoners die zich niet aan de dan geldende absurde wetten houden. De geïnde 'boetes' gaan naar een goed doel. Wie gedurende het spel aan de wetten van de Enfarinats probeert te ontkomen riskeert met meel en eieren ingesmeerd te worden.
Het feest wordt als een Spaanse equivalent van het 1 april-feest gezien en worden er vergelijkingen getrokken met Carnaval.

## Geschiedenis
Volgens lokale experts ligt de oorsprong van het festival in de Saturnalia van het oude Rome, waarin de rollen omgedraaid werden en slaven voor één dag bevelen gaven aan hun meesters. Ook is het festival een herdenking van waar de dag van Onschuldige Kinderen voor staat: volgens het Nieuwe Testament vernam Herodus dat de nieuwgeboren Jesus zijn macht zou ontnemen. In een poging Jesus te elimineren liet hij alle ongeborenen en zuigelingen – inclusief zijn eigen zoon – afslachten.
Er is een historische verwijzing naar de Ibi-winterfeesten van 1636, hoewel het niet bekend is of Els Enfarinats toen werd gevierd. Zeker is dat het sinds 1797 gevierd werd. Eind jaren vijftig kwam er een eind aan de traditie. Dit was tijdelijk, want in 1981 werd het festival in ere hersteld. Sindsdien zijn er enkele vernieuwingen aangebracht, zoals de introductie van de Emantats ('manteldragers')  die de avond voor het feest satirische verzen voordragen en borden verspreiden met de aankondiging van de aanstaande 'coup'; alvorens ze de volgende dag de Enfarinats worden.
Het kritische en theatrale karakter, waarbij bijvoorbeeld fictieve rechtszaken gevoerd werden, is in de loop van de jaren echter verloren gegaan ten gunste van meer spektakel dat wereldwijde aandacht trekt. De vrees is daarom dat het festival op den duur vervalt in een Tomatina met bloem.

## Het spel

### Scenario
Els Enfarinats is feitelijk een losjes geënsceneerde toneelstuk dat bestaat uit zes actes: Machtswisseling, Regering van de Enfarinats, Meeloorlog, Vredesbestand en Bal.

#### Machtswisseling
Laat het bekend zijn dat morgen; men niet op straat, noch in de huizen, noch uit het raam, noch op het balkon, noch bij de deur, noch in de zon, noch in de schaduw, noch aan het werk, noch stilstaand mag zijn; dat winkels en bedrijven beschikbaar moeten zijn voor controle op naleving van de nieuwe wetgeving, dat ook de bars strikt worden gecontroleerd; en dat boetes worden opgelegd. Wie de Autoriteit niet gehoorzaamt, zal met de Aixavegó de gevangenis ingaan.
Nacht van de Amatats: In de avond voorafgaand aan de dag van Onschuldige Kinderen worden door de Amantats lokaal bekende figuren als zakenlui en politici op de hak genomen op basis van wat zich de afgelopen jaar heeft plaatsgevonden. De muren van de oude stad worden behangen met aankondigingen (bandos) dat de volgende dag de Justícia Nueva (nieuwe gerechtigheid) van kracht zal zijn.
Tijdens het dagvullende festival kleden de deelnemers, de Enfarinats, zich in nep-militaire kledij en voeren ze een nep-staatsgreep uit. Ondertussen trekken de Casats i Fadrins, vergezeld door een band van straatmuzikanten door de stad. Om 8 uur in de ochtend nemen de Els Enfarinats onder het motto Nieuwe Gerechtigheid (Justícia Nueva) de stad over. Om 9 uur vindt een race vanaf de kerk naar het stadhuis plaats, degene die als eerste de gedecoreerde burgemeesterstaf te pakken krijgt, wint en wordt de burgemeester van de Els Enfarinats.

#### Regering van de Enfarinats
Op het Kerkplein (Plaça de l'Església), die als hoofdkwartier van de Enfarinats dient, worden de mensen die het plein betreden met de aixavegó (een net dat traditioneel gebruikt wordt voor hooivervoer) gevangen en gedwongen willekeurige boetes te betalen. Degene die de boetes niet betalen worden in de gevangenis gestopt, een kooi in het midden van het plein.

#### Meeloorlog
Wanneer het erop begint te lijken dat de Enfarinats de hele bevolking gaan beboeten dan wel gevangen zetten, komt de oppositie (Oposició) ten tonele om de nieuwe leiders te verdrijven. Een strijd breekt uit met eieren, meel en vuurwerk.
Het zal de oppositie niet lukken de Enfarinats te verdrijven. Als represaille inspecteren de Enfarinats de etablissementen in het stadscentrum op naleving van hun absurde wetten. Vanzelfsprekend wordt nergens aan deze wetten voldaan en alle overtredingen worden met exorbitante boetes belast. Uiteindelijk wordt de soep niet zo heet gegeten als het geserveerd is, en blijven deze boetes beperkt tot een vrijwillige bijdrage die wordt besteed aan liefdadigheidsprojecten, met name het plaatselijke bejaardentehuis.

#### Vredesbestand
In de loop van de middag wordt middels een bestand de vrede tussen de Enfarinats en de Oppositie getekend, wat gevierd wordt met een traditionele maaltijd: de perolada de llegum, een groentestoofpot. Hierna vindt de Arreplegada dels Enfarinats plaats, een optocht, die door de straten van het oude stadscentrum van Ibi loopt en bij het bejaardentehuis van Sant Joaquim eindigt.

#### Bal
Ter afsluiting van de dag wordt de traditionele ball del Virrei ofwel Dansà gehouden.

### Deelnemers
Het feest wordt jaarlijks georganiseerd door een groep van bevriende getrouwde mannen, die de hoofdrol op zich nemen door de avond voorafgaand aan het feest de Amantats en op de dag zelf de Elfarinats te spelen. De samenstelling van de groep verandert over de jaren slechts met mondjesmaat en de grootte ervan schommelde in het begin van de 21e eeuw rond de 20 leden.

#### Amantats
De Amantats ('manteldragers'), eenvoudig gekleed en met een cape, verkondigen de avond voorafgaan het feest de zogenaamde staatsgreep. Ze rijden met een busje door de stad en maken  diverse stops om op humoristische wijze kritiek uiten op meestal politieke gebeurtenissen die in het afgelopen jaar plaatsgevonden hebben. De volgende dag veranderen ze hun rol in die van de Enfarinats.

#### Enfarinats
De Enfarinats ('bestovenen', 'bebloemden', of 'meelmannen') zijn op een bizarre wijze gekleed, met oude, opgelapte en felgekleurde kleding. Ze dragen hoeden en hun gezichten zijn geschminkt. De leden van de Enfarinats vervullen verschillende rollen:
- De Burgemeester is de hoogste partijautoriteit, die zich onderscheidt door het dragen van een hoge hoed, medailles, bandjes en een extravagante burgemeestersstaf met uien, knoflook, wortelen, en andere groenten.
- De rechter en griffier (jutge i secretari) dragen kenmerkende elementen zoals een grote strijdknots voor rechtszaken en een groot boek waarin de boetes worden genoteerd voor de overtredingen jegens de door hen toegepaste wetten.
- De gerechtsdeurwaarders (agutzils) beheren de sleutels van de gevangenis; bespelen de bugel en trommel voor aankondigingen; behandelen de 'gearresteerden' met meel, eieren en andere ingrediënten; en gebruiken de aixavegó, een net dat traditioneel gebruikt wordt om stro te vervoeren, en hier wordt gebruikt om mensen te vangen die hun boetes niet betalen.

#### La Oposició
Het is niet eenvoudig om zich bij de Enfarinats aan te sluiten. Mensen die desondanks actief aan het feest willen deelnemen, kunnen zich aansluiten bij La Oposició (de oppositie), gevormd door de rest van de stadsbewoners. De oppositie probeert de macht van de Enfarinats af te pakken middels een veldslag met eieren, meel en vuurwerk.